# Alt hvad hun ville var at danse
Alt hvad hun ville var at danse er en dansk popsang, der er udgivet af tv·2 på bandets syvende album, Nærmest lykkelig. Sangen er samtidig den tredje og sidste singleudgivelse fra albummet. Den er skrevet og komponeret af bandets forsanger Steffen Brandt i samarbejde med resten af bandet.
Nummeret blev indspillet i Werner Studio i København og i Feedback-studiet i Aarhus. Billy Cross producerede, mens Michael Bruun.
Sangens lyd er blevet sammenlignet med The Shadows, og den var sammen med titelmelodien fra albummet Nærmest lykkelig de største hits.
"Alt hvad hun ville var at danse" er efterfølgende udgivet i to coverversioner; en af Tina Dickow fra 2015 og en anden af bandet Prisma i 2023.